# 葉月双
葉月 双（はづき そう）は、日本のライトノベル作家および漫画原作者である。

## 概要
第3回GA文庫大賞の前期では「ピュアート」で三次選考を通過している。2012年の第4回GA文庫大賞では『空に欠けた旋律<メロディ>』で奨励賞を受賞し、同作でデビューを果たした。2017年には小説投稿サイト「カクヨム」の正式オープンに伴い、カドカワBOOKS編集部の公式ページで連載を開始した。2022年9月には『月花の少女アスラ 〜極悪非道の戦争好き傭兵、異世界転生して最強の傭兵団を作る〜』により第1回ドリコムメディア大賞銀賞を受賞し、同作は『月花の少女アスラ 〜極悪非道の傭兵、転生して最強の傭兵団を作る〜』に改題の上発売された。
好きな作家として岡崎京子の名前を挙げている。

## 作品一覧

### ライトノベル
- 『空に欠けた旋律』（イラスト: 駒都えーじ、2012年8月11日 - 2013年8月12日、GA文庫〈SBクリエイティブ〉）[9]
  1. ISBN 978-4-7973-6925-0（2012年8月）
  2. ISBN 978-4-7973-7233-5（2012年12月）
  3. ISBN 978-4-7973-7465-0（2013年8月）
- 『その設定をやめなさい!』（イラスト: やどかり、2014年1月15日、GA文庫〈SBクリエイティブ〉）[10]
  - ISBN 978-4-7973-7612-8（2014年1月）
- 『悪逆皇帝の絶対魔装《ブラックドレス》 』（イラスト: UGUME、2014年5月15日 - 2015年1月15日、GA文庫〈SBクリエイティブ〉）[11]
  1. ISBN 978-4-7973-7680-7（2014年5月）
  2. ISBN 978-4-7973-8018-7（2014年9月）
  3. ISBN 978-4-7973-8118-4（2015年1月）
- 『灰燼の魔法士と魔導戦艦』（イラスト: 伍長、2016年4月15日 - 2016年10月15日、GA文庫〈SBクリエイティブ〉）[12]
  1. ISBN 978-4-7973-8633-2（2016年4月）
  2. ISBN 978-4-7973-8832-9（2016年10月）
- 『転生幼女魔王 〜私は魔界よりもクラスを支配したい〜』（イラスト: 黒兎、2020年2月14日、GA文庫〈SBクリエイティブ〉）[13]
  - ISBN 978-4-8156-0478-3（2020年2月）
- 『月花の少女アスラ 〜極悪非道の傭兵、転生して最強の傭兵団を作る〜』（イラスト: 水溜鳥、2023年4月10日 - 、DREノベルス〈ドリコム〉）[14]
  - ISBN 978-4-4343-1838-2（2023年4月）
  - ISBN 978-4-4343-2268-6（2023年8月）
  - ISBN 978-4-4343-3202-9（2024年1月）
- 『万年を生きる平和主義ヴァンパイア、いつの間にか世界最強に 〜俺が魔王軍四天王で新たな始祖?誰と間違ってんの?〜』（イラスト: TEDDY、2024年9月20日 - 、ダッシュエックス文庫〈集英社〉）[15]
  - ISBN 978-4-08-631570-8（2024年9月）

### 漫画原作
- 『悪役令嬢アウトレイジ』（作画：ぽあろ、2022年3月31日 - 、タテスクコミック（KADOKAWA））